# Razdolni (Novokubansk, Krasnodar)
Razdolni (del ruso: Раздольный) es un seló del raión de Novokubansk en el krai de Krasnodar de Rusia. Está situado en las llanuras bordeadas por las vertientes septentrionales del Cáucaso Norte y el río Kubán, 34 km al sur de Novokubansk y 164 km al este de Krasnodar. Tenía 191 habitantes en 2010.
Pertenece al municipio Sovétskoye.